# Клинац (Петриња)
Клинац је насељено место у саставу града Петриње, у Банији, Република Хрватска.

## Историја
Клинац се од распада Југославије до августа 1995. године налазио у Републици Српској Крајини.

## Становништво
Насеље је према попису становништва из 2011. године имало 27 становника.
| Националност       | 1991.        |
| Срби               | 146 (99,31%) |
| Хрвати             | 1 (0,68)     |
| Југословени        | 0            |
| остали и непознато | 0            |
| Укупно             | 147          |